# Луций Вергиний Трикост (трибун 389 пр.н.е.)
Вижте пояснителната страница за други личности с името Луций Вергиний.
Луций Вергиний Трикост Есквилин (на латински: Lucio Verginius Tricostus Esquilinus) e политик на Римската република и произлиза от фамилията Вергинии.
През 389 пр.н.е. е консулски военен трибун. Той се бори против галите.